# Salle de spectacle de Bel-Air
La salle de spectacle de Bel-Air est une ancienne Salle de spectacle située dans la commune de Nantes, dans le département français de la Loire-Atlantique. Elle est inscrite monument historique depuis le 10 mai 2017.

## Présentation
Située près de l'extrémité nord de la rue de Bel-Air, au no 44, elle fut à l'origine la salle de spectacles de l’ancien collège Saint-Joseph de Bel-Air fondé en 1841 par les frères des écoles chrétiennes, devenu en 1961 le collège Victor-Hugo. Elle fut construite selon les plans de l’architecte Philippe Devorsine et inaugurée en 1900. Des travaux d'amélioration furent menés dans les années 1920 par l'architecte Étienne Coutan.
Après la Seconde Guerre mondiale, la salle commença à décliner, mais accueillit néanmoins des fêtes de quartier ou des revues de théâtre populaire jusque dans les années 1970.
Au tournant des années 2000, les restrictions budgétaires ne permirent pas d'effectuer les travaux restauration et de mise aux normes ce qui entraina sa fermeture au public pour des raisons de sécurité.
Cependant, des troupes théâtrales continuent d’y venir et utilisent la salle pour leurs répétitions. Deux compagnies (le Théâtre des Cerises et le Théâtre Pom) y ont même leurs bureaux.